# Manifestacja Jedności Rzeczypospolitej Obojga Narodów w Kownie w 1861 roku
Manifestacja Jedności Rzeczypospolitej Obojga Narodów w Kownie w 1861 roku – największa z manifestacji organizowanych dla uczczenia Unii w Krewie 12 sierpnia 1861 r. oraz wykazania wobec władz carskich jedności podzielonych granicą polityczną wzdłuż Niemna i Bugu Królestwa Polskiego i ziem wcielonych bezpośrednio do Imperium Rosyjskiego (ziemie zabrane). Do 1918 Kowno było miastem granicznym, współczesne lewobrzeżne dzielnice Aleksota i Poniemoń leżały w Królestwie Polskim a prawobrzeżne w Imperium Rosyjskim. Nigdy nieistniejąca wcześniej granica powodowała, że przez wieki jednolity społecznie i politycznie obszar miał teraz (w okresie zaborów) inne systemy polityczne (na północy autorytarne bezpośrednie rządy rosyjskie, a na południu znaczny zakres polskiej autonomii) i prawne (Aleksota i Poniemoń Kodeks Napoleona przyjęty w okresie Księstwa Warszawskiego, a w Kownie prawo rosyjskie), a nawet kalendarze (w Kownie był prawosławny, juliański, a Aleksota i Poniemoń miały katolicki, gregoriański). W rezultacie różnic kalendarzowych pokonanie rzeki oznaczało jednocześnie „podróż w czasie” o 13 dni. Powodowało to, że szczególnie mocno odczuwano tu oderwanie ziem zabranych od Królestwa Polskiego.
Wydana konspiracyjnie ulotka głosiła:
Warszawa w sierpniu 1861 r.
Bracia rodacy! Na dniu 12 sierpnia 1569 r. stało się, iż król Zygmunt August uroczyście zamknął Sejm unii w Lublinie. I to ostateczne zjednoczenie się Litwy z Polską mową walną zapieczętował, zalecając obu narodom wieczystą miłość braterską. Owóż, bracia rodacy, uczcijmy ten dzień świetny zrękowin braterstwa przodków naszych, a zgromadziwszy się po kościołach, zanieśmy wszyscy wspólnie gorące modły do Boga, aby nasz kraj, na szmaty poszarpany, raczył w jedną całość spoić i nas w duchu zjednoczyć. Wyznajmy publicznie wszyscy wespół z kapłanami w d. 12 sierpnia (31 lipca v. s.) 1861 r. żeśmy bracia jednej rodziny, białego orła i pogoni! Obchód tej jedności dwu narodów winien być uroczysty, spokojny, ogarniający sobą całą przestrzeń starożytnej Polski. Żałoba na ten jeden dzień. tak wielkiej wagi w dziejach, zdejmuje się.
W tym czasie demonstracje były organizowane na całym terytorium I Rzeczypospolitej (w Wilnie, Kownie, Grodnie, Mohylewie, Brześciu Litewskim, Witebsku, Żytomierzu, Kamieńcu Podolskim, Berdyczowie, Hajsyniu i innych miastach na ziemiach zabranych) na znak jedności, ale też solidarności z krwawo pacyfikowanymi przez armię Imperium Rosyjskiego pokojowymi demonstracjami patriotycznymi w Królestwie Polskim. W ramach konspiracyjnych przygotowań Mikołaj Akielewicz-Akełajtis z towarzyszami rozpowszechniał masowo rysunek przedstawiający złamany krzyż i nawiązujący do solidarności z manifestacjami warszawskimi.

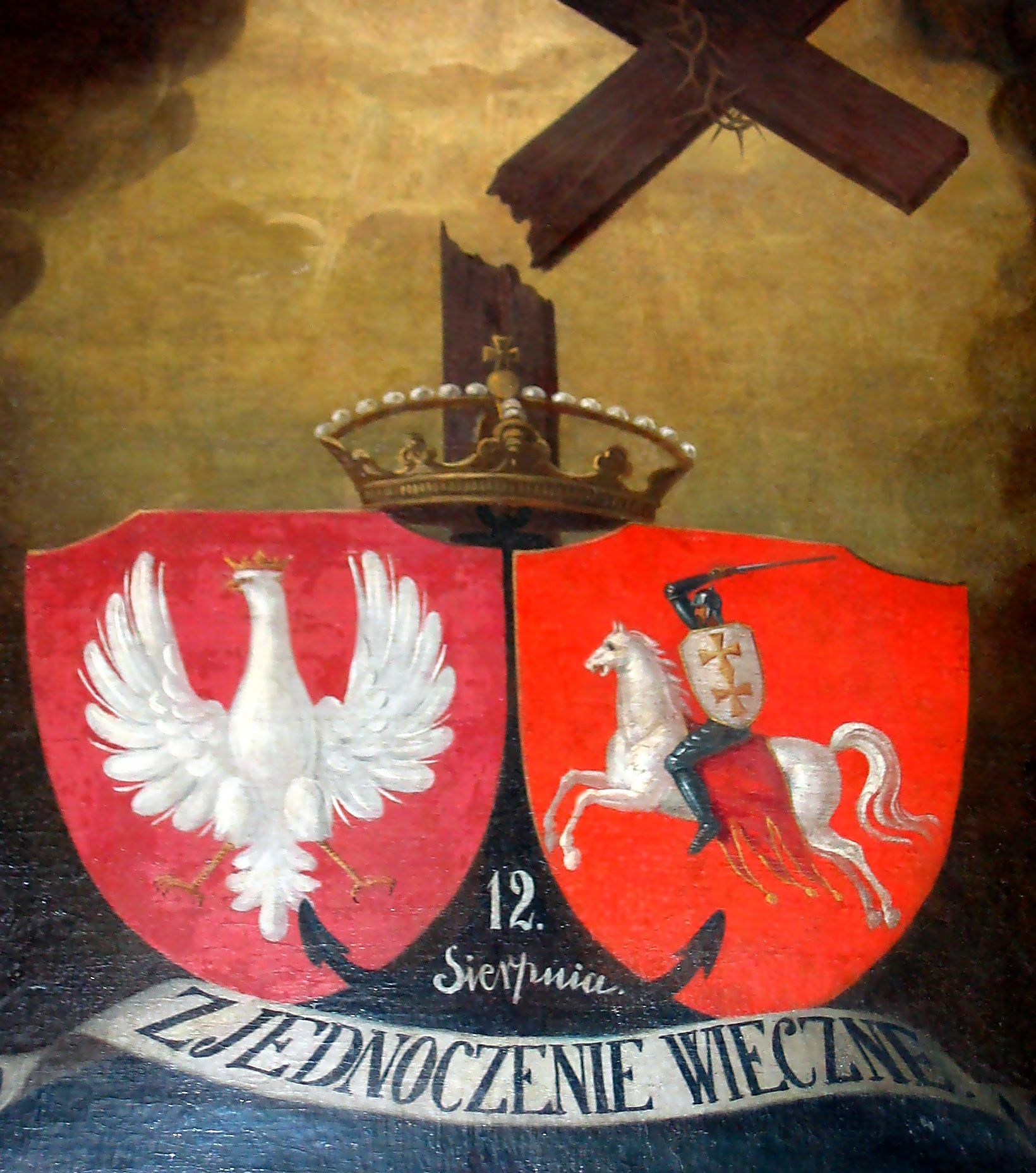
Obraz upamiętniający Unię w Krewie z 1861 r. Znajduje się w Muzeum im. Przypkowskich w Jędrzejowie.

Dwie grupy manifestujących z północnego i południowego brzegu rzeki zmierzały do wspólnego punktu w Aleksocie (obecnie dzielnica Kowna), by zamanifestować jedność. Kowno i Aleksotę łączył most, który władze carskie by uniemożliwić spotkanie północnej grupy symbolizującej Litwę i południowej symbolizującej Koronę rozebrały. W manifestacji uczestniczyło 15-20 tys. ludzi (niektórzy podają 30 tys.), szlachta laudańska, mieszczanie, żydzi (Szoel Landy) i chłopi, w tym chłopi litewskojęzyczni z południowego brzegu rzeki (Suwalszczyzny). Liczba manifestujących była na owe czasy niezwykła. Jedynie w Horodle była podobnie liczna manifestacja (Manifestacja w Horodle 1861 r.).
Manifestacje te były ostatnią w historii pokojową demonstracją jedności narodów I Rzeczypospolitej w granicach przedrozbiorowych.

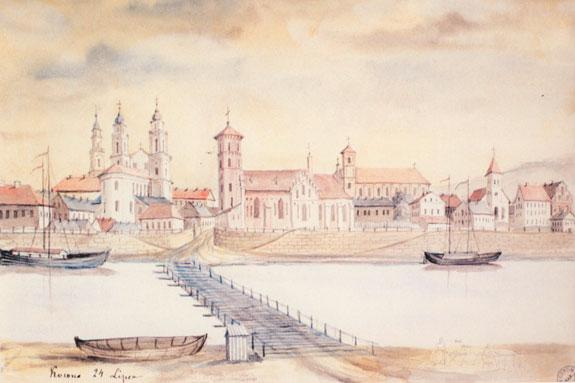
Most aleksocki w połowie XIX w. według Napoleona Ordy. Widok na Kowno.

## Organizatorzy
- Mikołaj Akielewicz
- Tadeusz Korzon
- Szymon Katylla
- Jerzy Godlewski
- Szoel Landy (brat Michała Landy)